# كلود دوبوي
كلود دوبوي (بالفرنسية: Claude Dupuy)‏ هو فيلسوف فرنسي، ولد في 1545 في باريس في فرنسا، وتوفي بنفس المكان في 1 ديسمبر 1594.